# Plutonia reticulata
Plutonia reticulata је пуж из реда Stylommatophora и фамилије Vitrinidae.

## Угроженост
Ова врста се сматра угроженом.

## Распрострањење
Ареал врсте је ограничен на једну државу. 
Шпанија је једино познато природно станиште врсте.